# Discosia julia
Discosia julia är en svampart som beskrevs av Speg. 1881. Discosia julia ingår i släktet Discosia och familjen Amphisphaeriaceae.   Inga underarter finns listade i Catalogue of Life.